# Brețcu (gmina)
Brețcu – gmina w Rumunii, w okręgu Covasna. Obejmuje miejscowości Brețcu, Mărtănuș i Oituz. W 2011 roku liczyła 3350 mieszkańców.